# CAPSULE MONSTER
『CAPSULE MONSTER』（カプセル・モンスター）はFIELD OF VIEWの5枚目のアルバム。

## 内容
- FIELD OF VIEW名義としては、最後のオリジナルアルバム。
- オリコン最高位43位に終わり、FIELD OF VIEWのオリジナルアルバムの中で最低記録を更新した。
- 初回限定スリーブケース仕様、及びトレーディングカードが封入されていた。

## 収録曲
1. SPECIALLY
作詞:浅岡雄也、作曲:多々納好夫、編曲:中川寛之・FIELD OF VIEW
2. 奇跡の花
作詞:浅岡雄也、作曲:浅岡雄也・小田孝、編曲:池田大介・中川寛之・FIELD OF VIEW
3. 愛のカケラ
作詞:浅岡雄也、作曲:小田孝、編曲:中川寛之・FIELD OF VIEW
4. Tomorrow
作詞:浅岡雄也、作曲:小田孝、編曲:泉隆則
5. 冬のバラード
作詞:小田佳奈子、作曲:多々納好夫、編曲:池田大介
6. 僕らはもう一度やり直せるから
作詞・作曲:浅岡雄也、編曲:D-STYLE
7. I Want…
作詞:浅岡雄也 作曲:小橋琢人、編曲:徳永暁人・FIELD OF VIEW
8. サ・ヨ・ナ・ラとア・オ・ゾ・ラ
作詞・作曲:浅岡雄也 、編曲:池田大介・FIELD OF VIEW
9. 鼓動
作詞:浅岡雄也、作曲:小橋琢人、編曲:池田大介・FIELD OF VIEW
10. 夏の雨
作詞:浅岡雄也、作曲:小田孝、編曲:FIELD OF VIEW
11. Beautiful day
作詞:浅岡雄也 作曲:寺尾広、編曲:池田大介・FIELD OF VIEW